# Holopogon vumba
Holopogon vumba är en tvåvingeart som beskrevs av H. Oldroyd 1974. Holopogon vumba ingår i släktet Holopogon och familjen rovflugor.
Artens utbredningsområde är Zimbabwe. Inga underarter finns listade i Catalogue of Life.